# Singapur na Letnich Igrzyskach Olimpijskich 1984
Singapur na Letnich Igrzyskach Olimpijskich 1984 nie zdobył żadnego medalu.

## Reprezentanci

### Pływanie
Mężczyźni
- Ang Peng Siong - 100 metrów st. dowolnym - 9. miejsce
- Oon Jin Gee - 100 metrów st. dowolnym - 42. miejsce
- Oon Jin Teik, Ang Peng Siong, Oon Jin Gee, David Lim - 4 × 100 metrów st. dowolnym - 17. miejsce
- David Lim - 100 metrów st. grzbietowym - 29. miejsce
- Oon Jin Teik - 100 metrów st. klasycznym - 42. miejsce
- Ang Peng Siong - 100 metrów st. motylkowym - 28. miejsce
- Oon Jin Teik, Ang Peng Siong, Oon Jin Gee, David Lim - 4 × 100 metrów st. zmiennym - 16. miejsce

### Żeglarstwo
Mężczyźni
- Kelly Chan - windsurfing - 26. miejsce